# Charles Wheeler (Maler)
Charles Arthur Wheeler OBE (* 4. Januar 1880 in Dunedin, Neuseeland; † 26. Oktober 1977 in Melbourne, Australien) war ein neuseeländisch-australischer Maler.

## Leben und Wirken
Charles Wheeler wurde als Sohn von John Edward Wheeler und dessen Frau Victoria Julia geb. Francis geboren. Nach dem Tod des Vaters zog die Mutter mit der Familie etwa 1891 nach Australien in den Stadtteil Williamstown von Melbourne. Charles Wheeler begann 1895 eine Lehre als Lithograf und 1896 eine Kunstausbildung an einem Working Men’s College. Ab 1898 machte er ein Abendstudium im Zeichnen an der National Gallery of Victoria Art School bei Frederick McCubbin, von 1904 bis 1906 studierte er in der Klasse für Malerei bei Lindsay Bernard Hall.
Ab 1908 hatte er mit Unterstützung der Victorian Artists Society seine ersten Einzelausstellungen. 1910 kaufte die Art Gallery of New South Wales sein 1909 entstandenes Gemälde The Portfolio und die National Gallery of Victoria erwarb The Poem. 1912 hatte er eine Ausstellung im Melbourne Athenaeum.
Ab 1912 bereiste er Europa. Er ging zunächst nach London und dann nach Madrid und Paris, wo er 1913 im Salon de Paris das Bild Le Printemps ausstellte. 1914 ging er in die Niederlande und kehrte dann nach London zurück. Während des Ersten Weltkriegs diente er als Sergeant im 22. Bataillon der Royal Fusiliers und wurde für seinen Einsatz in der Schlacht bei Vimy mit der Distinguished Conduct Medal ausgezeichnet. Nach dem Ende des Ersten Weltkriegs nahm er sich ein Atelier in Chelsea. 1919 stellte er in der Royal Academy of Arts in London die Gemälde Autumn Afternoon und Golden Hours aus.
1920 kehrte er nach Australien zurück und wurde zu einem der bekanntesten australischen Maler vor allem von Porträts, Aktgemälden und später auch Landschaften. Er lehrte Zeichnen und Malen an der Melbourne Technical School. 1922 hatte er eine Ausstellung im Melbourne Athenaeum. Ab 1927 war er assistierender Zeichenlehrer an der National Gallery of Victoria Art School. Ab 1935 lehrte er dort als Zeichenlehrer und ab 1939 als Mallehrer; von 1939 bis 1945 war er Leiter der Schule.
In fünfzehn Jahren zwischen 1923 und 1943 war mit insgesamt 25 Porträts Finalist des Archibald Prize, den er 1933 für sein Porträt von Ambrose Pratt gewann. 1931 und 1934 erhielt er den George Crouch Prize for Contemporary Art der Art Gallery of Ballarat.
1970 fand im Melbourne Athenaeum seine letzte Ausstellung statt. Seine Arbeiten befinden sich unter anderem in der Art Gallery of New South Wales, in der National Gallery of Victoria, in der National Portrait Gallery, im Australian War Memorial, in der Castlemaine Art Gallery und in der University of Melbourne.

## Ehrungen
- 1951: Officer des Order of the British Empire